# 高剑僧
高剑僧（1894年—1916年），又名剑争，广东省番禺县大石乡员岗村（現為中国广东省广州市番禺區）人，家中為當地的中医世家，在兄弟中排行老么。為近代中國畫壇岭南画派画家，是「嶺南畫派之父」高劍父的么弟，因得高劍父親授畫藝，天賦聰敏，藝才出眾，畫壇將他与兩位兄長高剑父、高奇峰合称「岭南三高」。

## 生平
高剑僧於1911年辛亥革命广州易帜后，随四哥高剑父遠赴日本研习绘画，1912年協助高劍父於上海創辦審美書館，發行《真相畫報》（1912年6月5日創刊）推廣新國畫，對近代中國畫演變影響甚大。1916年前往日本進修工藝美術，於歸國前染疾病逝於日本，英年早逝，享年二十三歲。

## 艺术
高剑僧是岭南画派的第一代画家，自幼得兄長高剑父提攜傳授，十余岁便展現绘画艺术的天份，二十三岁病逝於日本，传世的作品相當稀少。從传世作品可见，高剑僧在技法上实践「新国画」技法，在掌握运用上已臻成熟，绘画題材主要以飛鳥、走獸、花卉、山水為主體。

## 作品
- 《梅鹤图》广州美术馆收藏
- 《群卉》
- 《松猴圖》
- 《虎》
- 《花鳥圖》
- 《絲瓜蟲趣》